# Langres (formatge)
El langres és un formatge de pasta tova amb pell rentada francès de l'altiplà de Langres a la regió de Xampanya-Ardenes, departament d'Alt Marne. S'ha beneficiat d'una AOC des de 1991, i protegit com a denominació d'origen protegida europea.

## Història
És un formatge originari dels altiplans de Langres. Es coneix des del segle xviii, gràcies al prior dels dominics de la ciutat de Langres. Però es considera que aquest formatge es va produir localment des dels temps dels reis merovingis. El seu comerç es va desenvolupar a poc a poc: els comerciants de Langres compraven el formatge fresc i el maduraven a les seves pròpies bodegues, per a després enviar-lo a París i a Gènova. Es va reconèixer la denominació d'origen el 1991. Semblant al livarot, majoritàriament es consumeix localment. Ha de portar a l'etiqueta el logotip amb l'abreviatura INAO, i assenyalar que té AOC, així com el nom del formatge.

## Elaboració
La maduració porta almenys cinc setmanes. La producció el 1998 van ser al voltant de 305 tones, una disminució de l'1,61% respecte al 1996, i un 2% provinent de granges. El 2014 eren 552 tones.

## Característiques
El langres és un formatge de llet de vaca no pasteuritzada. Té forma cilíndrica i pesa al voltant de 180 grams. La seva matèria grassa és del 45%. Està recobert per una crosta de floridura blanca penicillium candidum. La pasta central és suau, cremosa en color, i s'engruna amb certa facilitat. Es desprèn olor penetrant, intens, però menys fort que l'époisses. El sabor és pronunciat, fon al paladar, resultant lleugerament salat, però és menys picant que l'époisses, el seu competidor local.
Es consumeix millor entre maig i agost després de cinc setmanes de maduració, però és també excel·lent des de març fins a desembre. A aquest formatge mai no se li dona la volta durant el seu afinament, per això s'enfonsa una mica fins que en el centre es forma un buit anomenat fontaine o cuvette, (pica o tassa) la qual cosa és el seu tret més particular. D'aquesta característica deriva una forma particular de prendre'l, que és abocant en el buit xampany o marc de Borgonya, cosa que permet assaborir-lo com fan alguns anglesos amb el stilton i el porto. Pot prendre's simplement amb galetes salades i fruita. Marida amb vi blanc o negre de Borgonya, sancerre, porto o xerès.